# Karin Rogalski-Beeck
Karin Rogalski-Beeck (* 19. März 1946 in Hamburg) ist eine deutsche Politikerin der SPD und war Mitglied der Hamburgischen Bürgerschaft.

## Leben
Rogalski-Beeck war Angestellte in einem Handwerksbetrieb. Mittlerweile ist sie in Rente. Sie ist verheiratet und hat zwei Kinder. 
Neben der parlamentarischen Arbeit ist sie Mietervertreterin der Wohnungsbaugenossenschaft „Allgemeine Deutsche Schiffszimmerer-Genossenschaft eG“ und Mitglied der Arbeiterwohlfahrt (AWO).

## Politik
Seit 1972 ist Rogalski-Beeck Mitglied in der SPD. Sie war von 1982 bis 1986 Deputierte in der Schulbehörde. Bezirksabgeordnete in Hamburg-Bergedorf war sie in den Jahren 1986–1993. Sie war stellvertretende SPD-Kreisvorsitzende in Bergedorf und gehört dem Kreisvorstand als Beisitzerin an.
Von 1993 bis 2008 war sie Mitglied der Hamburgischen Bürgerschaft. Sie vertrat die SPD im Europaausschuss, Gesundheitsausschuss und im  Ausschuss für Familien-, Kinder- und Jugend. Zudem saß sie im Sonderausschuss „Vernachlässigte Kinder“. Ihre politischen Schwerpunkte sind die Kinder- und Jugendpolitik.